# Křižanov (zámek)
Zámek Křižanov stojí v severní části městyse Křižanov, v okrese Žďár nad Sázavou. Původně trojkřídlý renesanční zámek z 2. poloviny 16. století byl později doplněn o jižní křídlo. Spolu s parkem a nedalekou kaplí svaté Barbory je chráněn jako kulturní památka České republiky.

## Historie
Zámku předcházel hrad, vystavěný někdy okolo roku 1240 Přibyslavem z Křižanova. Po jeho smrti se dostal do majetku pánů z Obřan. V roce 1287 darovala Anežka z Obřan polovinu Křižanova klášteru ve Žďáru nad Sázavou. Druhou polovinu s hradem pak držela křižanovská větev pánů z Obřan. Ve 14. století prošel hrad rozsáhlou přestavbou, při níž byla zesílena jeho obranná funkce. Ve druhé polovině téhož století získal část obce jako odúmrť markrabě Jan. Na počátku 15. století jsou jako majitelé uváděni Zikmund a Milota z Křižanova, signatáři stížného listu proti upálení Jana Husa adresovaného a doručeného kostnickému koncilu. Po jejich smrti připadl husitu Janu z Meziříčí a Křižanova. Ten byl zajat Menhartem z Hradce a aby byl propuštěn, musel se dne 21. července 1433 zavázat, že nebude proti němu vystupovat. Během husitských a následně česko-uherských válek došlo k rozboření hradu. V roce 1464 přechází jeho zřícenina do majetku Jana II. z Pernštejna. V majetku Pernštejnů zůstal Křižanov do roku 1562, kdy jej Vratislav II. jako pustý postoupil Zdeňku Lhotskému ze Ptení.
Zdeněk Lhotský nechal na místě hradu vybudovat renesanční zámek. V době stavovského povstání je jako majitel uváděn Vilém Munk z Ejvančic. Tomu byl roku 1623 majetek zkonfiskován a za 44 000 moravských zlatých prodán podplukovníku Janu Sighartovi. Následně docházelo k častému střídání majitelů, až jej na počátku 18. století získali Kounicové. Roku 1710 postihl zámek požár a při následných opravách došlo v letech 1711–1720 k jeho barokní přestavbě. V roce 1727 zámek odkoupil žďárský klášter a umístil sem patrimoniální úřad. V majetku kláštera zůstal až do jeho zrušení v roce 1784. Po zrušení kláštera jej nějakou dobu vlastnil náboženský fond, od něhož jej odkoupil Jan Karel Endsmann, od roku 1818 s predikátem z Ronova. Z jeho doby se v zámecké knihovně dochovala řada zednářských spisů. Od poloviny 19. století byl v majetku Teuberů, kteří v roce 1866 nechali zámek upravit v pseudorenesančním stylu. Roku 1945 jim byl majetek na základě Benešových dekretů zkonfiskován a roku 1949 přešel do správy místního národního výboru. Ten zde vytvořil byty a v části kanceláře stavební správy. V roce 1950 přibyla na zámku základní a mateřská škola, navíc zde sídlila i Strojně traktorová stanice. Po přestěhování školy do nové budovy v roce 1952 sloužila část zámku jako skladiště textilu a od roku 1958 využívalo místní JZD prostory hospodářských budov jako kravín. Od roku 1960 slouží zámek jako ústav pro zdravotně postiženou mládež.